# NGC 1748
NGC 1748 is een emissienevel in het sterrenbeeld Goudvis. Het hemelobject werd op 11 november 1836 ontdekt door de Britse astronoom John Herschel.

## Synoniemen
- IC 2114
- ESO 56-EN24